# Fernando Silva Espinoza
Fernando Silva Espinoza nació en (Granada, 1 de febrero de 1927 - Managua, 1 de octubre de 2016) cuyo nombre completo era Fernando Antonio Silva Espinoza, fue un médico pediatra, poeta, narrador, cuentista, novelista, ensayista, pintor y lingüista nicaragüense perteneciente a la generación literaria del 80. Considerado como un escritor prolífico de la lingüística nicaragüense; sus escritos retoman el carácter cultural en el que creció hasta su juventud en el Río San Juan, donde descubrió su talento para escribir. Desde el inicio su padre lo apoyó en su autodescubrimiento poético. Falleció el 1 de octubre de 2016 a los 89 años de edad a causa de neumonía y problemas cardíacos.

## Biografía
Silva Espinoza nació en Granada, el 1 de febrero de 1927. Hijo de Francisco Silva Guerrero y doña Concepción Espinoza. A los seis años murió su mamá, quedó al cuido de sus tías, en ese momento su papá trabajaba en el Lago Cocibolca, poco tiempo después, se trasladaría con su padre a Río San Juan; regresaría a Granada hasta los dieciséis años para estudiar en la universidad en León; luego estudió en un internado en la ciudad de México y la especialidad en pediatría en París. Contrajo nupcias con doña Gertrudis Molina Argüello con quien procrearon cuatro hijos uno de ellos poeta (Fernando Antonio Silva).
Desde 1968 fue miembro de Número de la Academia Nicaragüense de la Lengua. Se ha desempeñado como Director del Hospital Infantil La Mascota en Managua, en este mismo hospital creó el Pabellón de atención de la Liga contra la Leucemia y el Cáncer en el Niño Julio Cortázar (1986). Fue Diputado en la Asamblea Nacional por el Frente Sandinista (1990-1996) y Magistrado del Consejo Supremo Electoral (1995-2000). Perteneció a la Cofradía de Escritores y Artistas Católicos del Taller San Lucas, donde se reveló como poeta y artista plástico.

### Críticas sobre su persona
Para el escritor Ernesto Castillo, Fernando: 
“es el personaje de la literatura nicaragüense que ha logrado dominar el lenguaje poético, el conocimiento del idioma y hacer que su poesía representara al nicaragüense real, al nicaragüense de la calle, al nicaragüense pobre, al nicaragüense enfermo, al nicaragüense burlón, al nicaragüense serio, al nicaragüense usurero; al granadino petulante…”
El vanguardista Coronel Urtecho consideraba a este poeta como:
“El más nicaragüense de los poetas y el más poeta de los nicaragüenses.”

## Su estilo literario
Fernando Silva se enlista en los poetas vanguardistas de la generación del 80. Su poesía y narrativa están centradas en la naturaleza, vida, en la cotidianidad nicaragüense, en su lenguaje. Según el poeta de su estadía en Río San Juan aprendió “humanidad y me sirvió para mi profesión de médico y especialista en niños, requiere una dosis de humanidad que es el llegar a comprender mejor al ser humano en el dolor”. Es considerado como el hijo literario del profesor Carlos A. Bravo, además, se relacionó con Salomón de la Selva y conoció a muchas de las figuras de la literatura francesa, entre ellos a Jean Cocteau.
Su estilo lo descubrió en la vivencia con la naturaleza sanjuaneña, posteriormente se encontraría por coincidencia con José Coronel Urtecho mientras estudiaba en Granada, Urtecho leyó entonces un poema de Silva de los que publicaba en la revista “Matinal”. Según Silva el comentario de Coronel Urtecho al leer sus manuscritos fue que “era lo más interesante que había leído en Nicaragua”. José mandó llamar a Pablo Antonio Cuadra y Francisco Pérez Estrada.
De Urtecho conoció sobre poesía, narrativa y lo concerniente con la escritura a través de las conversaciones grupales con los estudiantes y las privadas como amigos. Llegó a la poesía a través de la serenidad de la naturaleza, mientras observaba un árbol en el río, le llegaron a la memoria lo que sería sus primeros versos:

“Un hueco en un árbol, a un lado se pega el ojo y al otro lado se pega el río”.
 Fernando Silva.

En su tiempo de estudiante en el Instituto Nacional de Oriente comenzó a frecuentar y hacer amistad con Pablo Antonio Cuadra.  Sus estudios de la lingüística nicaragüense según el mismo escritor, son de su propia experiencia, surgen de su encuentro con la realidad sociocultural que viven las personas campesinas de Nicaragua.

Soy el pueblo, lo conozco desde muy dentro, conozco como habla, y esa habla también es heredada de los indios que son como la semilla, de ahí inicia todo.
 Fernando Silva en entrevista con el Diario La Prensa.

Al respecto de la defensa de la cultura lingüística nacional, ha sido un fuerte defensor de escribir la palabra “Güegüense” con la letra “c” (“Güegüence”) por la expresión original del manuscrito indígena.
La literatura de Silva retoma los ambientes de la Nicaragua de 1950, mantiene en su obra las expresiones nicaragüenses lo que lo hace un escritor proliferó en este género gozando de prestigio a nivel internacional. Sus obras han sido traducidas a los idiomas: inglés, francés, polaco, checo, ruso, húngaro, alemán e italiano.

### Premios otorgados
- Orden de la Independencia Cultural Rubén Darío (1985).[1]
- Orden de las Palmas Académicas (1985).
- Premio en Cuento en el Concurso Nacional de Periodistas de Centroamérica (1955).
- Premio Nacional Rubén Darío (1957).
- Premio de La Prensa Literaria (1976).
- Premio de Cuentos “Ricardo Morales Avilés” ASTC (1987)

## Obras publicadas
Poesía
- Barro en la sangre (Managua: Ed.El Hilo Azul, 1952).
- Agua arriba (Managua: Ed. Librería Cardenal, 1968).
- Cuido de la criatura (Managua: El pez y la serpiente, 1978), poema largo didáctico traducido al italiano (por Antonio Melli).
- Cura del bambino. (Monza Italia: 2.ª Edic., 2004).
- Antología 1952-1981 incluye los libros: 
  - Cartas desde la revolución (1981).
  - Sangre en el barro 1979-1981 (Managua: Ministerio de Cultura, 1982).
  - La salud del niño. (Managua: Ministerio de Cultura, 1986).
  - Las islas de afuera -Poesía y Cuento (Managua: Centro Nicaragüense de Escritores (CNE),  2000).
- Versos son (Managua: Academia Nicaragüense de la Lengua /Pavsa, 2001).
- Uno dice cosas (Academia Nic. de la Lengua/ Pavsa, 2007).
- Con el tiempo en las manos (Managua: CNE, 2009).
- El Chocorrón (poema sonoro en viva voz; grabación personal. Managua: feb. 1973. / 2a. Ed. grabación Radio Nicaragua, 1996 / 3.ª. Ed. Italia: Antología Roberto Pasquali, CD fragmento, 2008).
- Olvido

Novelas
- El comandante (Managua y San José: Edit.y Distribuidora Cultural C.A.1969; 8.ª edición 1988).
- El vecindario (San José, Costa Rica: Educa, 1.ª Ed. 1977 y Managua: El Pez y la Serpiente, 1977).
- La foto de familia (Centro Nic.de Escritores (CNE)/Pavsa, 2005).

Cuentos
- De tierra y agua (Managua: Ministerio de Educación Pública, Ext. Cultural, 1.ª Ed,1965; 8a. edición Managua: Distribuidora Cultural, 2001).
- 4 cuentos (Managua: El Pez y la Serpiente, 1969).
- Otros 4 cuentos (El Pez y la Serpiente, 1970).
- Ahora son 5 cuentos (El Pez y la Serpiente, 1974).
- Más cuentos (Managua: Unión de Escritores de Nic./Imelsa,1982).
- Cuentos:  Antología (Managua: Editorial Nueva Nicaragua, 1985).
- Puertos y cuentos (Ed. Nueva Nicaragua,1987).
- El caballo y otros cuentos (Editorial Nueva Nicaragua,1996).
- Las islas de afuera -Poesía y Cuento (Managua: Centro Nicaragüense de Escritores (CNE),  2000).
- Otros cuentos más (Managua: Anamá, 2004).
- Son cuentos (Managua: Academia Nicaragüense de la Lengua, 2004).
- 9 Cuentos (Managua: Academia Nicaragüense de la Lengua, 2008)

Ensayos lingüísticos
- La lengua de Nicaragua. Pequeño diccionario analítico (Managua: Academia Nicaragüense de la Lengua / Pavsa:  1.ª ed.1996; 2.ª ed.1999).
- La historia natural de “El Güegüense” versión propia del original español-“lingua franca” (náhuatl) de la obra de teatro popular callejero de Don Juan Eligio de la Rocha, 1775 (Managua: Academia Nicaragüense de la Lengua /Pavsa, 2002).
- La lengua nuestra de cada día (Academia Nicaragüense de la Lengua / Pavsa, 2005).